# Diaonidia cinnamomi
Diaonidia cinnamomi är en insektsart som först beskrevs av Takahashi 1936.  Diaonidia cinnamomi ingår i släktet Diaonidia och familjen pansarsköldlöss.
Artens utbredningsområde är Taiwan. Inga underarter finns listade i Catalogue of Life.